# Nuoto ai XVI Giochi del Mediterraneo - 1500 metri stile libero maschili

## Record
Prima di questa competizione, il record del mondo (WR) e il record dei Giochi del Mediterraneo (GR) erano i seguenti:
|    | 14'34"56 | Grant Hackett Australia   | 20 luglio 2001 Fukuoka, Giappone |
| GR | 15'08"98 | Sébastien Rouault Francia | 27 giugno 2005 Almería, Spagna   |

## Risultati
La gara, che si svolge il 1º luglio, viene vinta dal tunisino Oussama Mellouli che stabilisce il nuovo record dei Giochi con il tempo di 14'38"01.
| Posizione | Corsia | Atleta                | Paese   | Tempo    | Note |
| --------- | ------ | --------------------- | ------- | -------- | ---- |
|           | 4      | Oussama Mellouli      | Tunisia | 14'38"01 | GR   |
|           | 5      | Federico Colbertaldo  | Italia  | 15'04"23 |      |
|           | 2      | Marcos Rivera Miranda | Spagna  | 15'11"60 |      |
| 4         | 3      | Samuel Pizzetti       | Italia  | 15'19"27 |      |
| 5         | 7      | Petros Petropoulos    | Grecia  | 15'26"63 |      |
| 6         | 8      | Antonios Fokaidis     | Grecia  | 15'39"46 |      |
| 7         | 1      | Javier Nunez Molano   | Spagna  | 15'40"95 |      |
| 8         | 6      | Anthony Pannier       | Francia | 15'45"63 |      |